# Bowie Crevasse Field
Koordinaten: 79° 3′ 0″ S, 84° 45′ 0″ W
Das Bowie Crevasse Field (Bowie-Gletscherspaltenfeld) ist ein großes Gletscherspalten-Gebiet an einem Gefälleknick des Minnesota-Gletschers zwischen dem südöstlichen Ende der Bastien Range und dem Anderson-Massiv im Ellsworthgebirge in der Westantarktis.
Das Gletschergebiet erhielt seinen Namen von der Ellsworthgebirgs-Expedition der University of Minnesota (1962/63). Man benannte es nach dem Geophysiker Glenn E. Bowie, der ein Mitglied dieser Expedition war. Der Name wurde 1964 vom amerikanischen Advisory Committee on Antarctic Names offiziell anerkannt.